# 大谷順彦
大谷 順彦（おおたに よしひこ、1938年 - 2025年1月7日）は、日本の経済学者。専攻は理論経済学、国際経済学、数理経済学。筑波大学名誉教授。パデュー大学経済学部准教授や、カンザス大学経済学部教授、筑波大学社会工学系教授、筑波大学社会工学系長等を歴任した。

## 人物・経歴
1960年神戸大学経済学部卒業、昭和石油入社。1969年ミネソタ大学大学院修了、Ph.D。同年ミネソタ大学経済学部助教授。1970年パデュー大学経済学部助教授。1974年同准教授。1976年カンザス大学経済学部准教授。1981年同教授。同年筑波大学社会工学系教授。1993年日本経済学会理事。1996年筑波大学社会工学系長。2000年九州産業大学経済学部教授。2002年筑波大学名誉教授。専門分野は理論経済学、国際経済学、数理経済学。バプテスト教会信徒。
2025年1月7日、低体温症のため群馬県高崎市で死去。86歳没。

## 著書
- 『この世の富に忠実に : キリスト教倫理と経済社会』すぐ書房 1993年、改訂第2版2002年
- 『進化をめぐる科学と信仰 : 創造科学などを考えなおすわけ』すぐ書房 2001年
- 『経済原論（近代経済学）ノート』三恵社 2002年
- 『入門経済学』（吉田裕司編,本間聡, 秋山優と共著）三恵社 2004年